# Aplidium translucidum
Aplidium translucidum är en sjöpungsart som först beskrevs av Friedrich Ritter 1901.  Aplidium translucidum ingår i släktet Aplidium och familjen klumpsjöpungar. Inga underarter finns listade i Catalogue of Life.